# ExPASy
ExPASy es el acrónimo del inglés Expert Protein Analysis System, Sistema Experto de Análisis de Proteínas, un servidor de proteómica del Instituto Suizo de Bioinformática (Swiss Institute of Bioinformatics, SIB) que analiza secuencias y estructuras de proteínas y 2D-PAGE. El servidor funciona en colaboración con el Instituto Europeo de Bioinformática (European Bioinformatics Institute, EBI) desde el 1 de agosto de 1993. El ExPASy también gestiona las bases de conocimiento de secuencias de proteínas UniProtKnowledgebase/Swiss-Prot y UniProtKnowledgebase/Trembl, su complemento de secuencias anotadas por ordenador.
Desde su instalación el 1 de agosto de 1993 hasta el 5 de abril de 2007, ExPASy ha sido consultado mil millones de veces.

## Herramientas

### Bases de datos
Acceso a bases de datos de secuencias de proteínas como UniProt Knowledgebase (Swiss-Prot y TrEMBL) y ENZIME, un repositorio de información relativa a la nomenclatura de enzimas. Basada principalmente en las recomendaciones de la (IUBMB) International Union of Biochemistry and Molecular Biology (Unión Internacional de Biouímica y Biología Molecular) y describe cada tipo de enzima caracterizada para la que se ha otorgado un número EC (Enzyme Commission)

### Análisis
Herramientas de análisis proteómica y de secuencias de proteínas; software de análisis de 2D-PAGE y de rutas metabólicas.

### Docencia y servicios
Varias herramientas de obtención de secuencias, divulgación de ciencia popular, un portal de aprendizaje de bioinformática y proteómica (e-Proxemis) e incluso ofrece un máster en proteómica y bioinformática en la Universidad de Ginebra y un juego, Swiss-Quiz